# Laurent-Olivier David
Pour les articles homonymes, voir David.
Laurent-Olivier David, né à Montréal le 24 mars 1840 et mort à Outremont le 23 août 1926, est un avocat, un journaliste, un homme politique et un historien canadien-français. Il est le père de l'homme politique Athanase David, le grand-père du cardiologue et sénateur Paul David et l'arrière grand-père du professeur de sciences politiques à l'Université du Québec à Montréal Charles-Philippe David, de la députée de Québec solidaire Françoise Davidet de Hélène David, ministre dans le gouvernement libéral de Philippe Couillard.

## Biographie

### Journaliste
Natif de Sault-au-Récollet (Montréal) et fils de Stanislas David et d'Élisabeth Tremblay, il étudie au séminaire de Sainte-Thérèse  et fait son droit au Collège Sainte-Marie de Montréal. Il est admis au barreau du Bas-Canada en 1864. Parallèlement à sa pratique du droit, qu'il exerce avec Joseph-Alfred Mousseau, il mène aussi une carrière journalistique. Il collabore au journal L'Union nationale (1864-1867), puis fonde une succession de journaux auxquels il collaborera avec, notamment, Ludger Labelle, Louis-Victor Sicotte, Joseph-Adolphe Chapleau, George-Édouard Desbarats et Joseph-Alfred Mousseau : Le Colonisateur (1862-1863), L'Opinion publique (1870-1873), Le Bien public (1874-1876), et Le Courrier de Montréal (1874-1876). Il collabore également à La Tribune et au journal Le Temps.

### Carrière politique
David a brigué les suffrages à plusieurs reprises en tant que candidat libéral. Il est défait en 1867 et en 1875 avant d'être finalement élu à l'Assemblée législative en 1886 dans Montréal-Est. Il ne se représente pas à l'élection provinciale de 1890. Sur la scène fédérale, il est défait en 1878 dans Hochelaga, en 1891 dans Montréal-Est et dans Napierville à l'occasion d'une élection partielle en 1892. En 1903, il devient le sénateur de Mille-Isles. On lui propose d'être le lieutenant-gouverneur des Territoires du Nord-Ouest, offre qu'il refuse.
Traducteur à la Chambre des communes du Canada de 1876 à 1878 et greffier du conseil municipal de Montréal, de 1892 à 1918, il préside la Société Saint-Jean-Baptiste de Montréal de 1887 à 1893. Il fonde le Monument national, a été membre de la Société royale du Canada, dont il a présidé la section francophone, et participe aux réunions du Club canadien. 
David est l'auteur de plusieurs ouvrages historiques, concernant la rébellion des Patriotes, Charles-Michel d'Irumberry de Salaberry, Wilfrid Laurier et les hommes de son temps. En France, pays qui lui remit la Légion d'honneur en 1911, il érige un monument en mémoire du général Montcalm.
Laurent-Olivier David apparaît comme une figure représentative du catholicisme libéral que la province de Québec a connu à la fin du XIXe siècle. Il s'insurgeait contre les attaques des orangistes envers les Canadiens français mais réprouvait presque autant les directives de son propre évêque, Ignace Bourget. Les principes qu'il défendait ont été condamnés dans l'encyclique Mirari Vos.
Il meurt à Outremont, le 23 août 1926, à l'âge de 86 ans. Il est enterré au cimetière Notre-Dame-des-Neiges.

## Ouvrages
- Biographies canadiennes, 1872
- Sir Louis-Hippolyte Lafontaine, 1872
- Monseigneur Plessis, 1872
- Monsieur Isaac S. Desaulniers, 1883
- Biographies et portraits, 1876
- Il y a cent ans, 1876
- Le Héros de Châteauguay, 1883
- Les Patriotes de 1837-1838, 1884[4]
- Mes contemporains, 1894
- Les Deux Papineau, 1896
- Le Clergé canadien, sa mission et son œuvre, 1896
- L'union des deux Canadas, 1841-1867, 1898
- Le Drapeau de Carillon, 1902
- Laurier et son temps, 1905
- Histoire du Canada depuis la Confédération, 1909
- Souvenirs et biographies, 1911
- Mélanges historiques et littéraires, 1917
- Laurier, sa vie, ses œuvres, 1917
- Les Gerbes canadiennes, 1921
- Au soir de la vie, 1924